# Малая горная энциклопедия
Малая горная энциклопедия (укр. Мала гірнича енциклопедія) — украинское универсальное трёхтомное справочное издание в области горного дела (науки и техники).
Содержит около 18 тысяч терминологических и номенклатурных единиц, которые отражают различные аспекты разведки, добычи и первичной переработки твёрдых, жидких и газообразных полезных ископаемых. Адресована специалистам — в первую очередь горнякам, геологам, учёным, аспирантам, студентам горных и смежных специальностей, а также широким кругам инженерно-технических работников горных предприятий и читателям, которые интересуются освоением недр.
Автор идеи и руководитель проекта — доктор технических наук, профессор В. С. Белецкий.

## Малая горная энциклопедия (издания)
- Малая горная энциклопедия (Мала гірнича енциклопедія). т. І. (за редакцією В. С. Білецького). — Донецьк: Донбас, 2004. — 640 с.
- Малая горная энциклопедия (Мала гірнича енциклопедія). т. ІI. (за редакцією В. С. Білецького). — Донецьк: Донбас, 2007. — 652 с.
- Малая горная энциклопедия (Мала гірнича енциклопедія). т. ІІI. (за редакцією В. С. Білецького). — Донецьк: Східний видавничий дім, 2013. — 644 с.

## МГЕ в интернет-пространстве
- 1-й том
- 2-й том
- 3-й том